# Resolutie 1004 Veiligheidsraad Verenigde Naties
Resolutie 1004 van de Veiligheidsraad van de Verenigde Naties werd unaniem aangenomen op 12 juli 1995.

## Achtergrond
In 1980 overleed de Joegoslavische leider Tito, die decennialang de bindende kracht was geweest tussen de zes deelstaten van het land. Na zijn dood kende het nationalisme een sterke opmars, en in 1991 verklaarden verschillende deelstaten zich onafhankelijk. Zo ook Bosnië en Herzegovina, waar in 1992 een burgeroorlog ontstond tussen de Bosniakken, Kroaten en Serviërs. Deze oorlog, waarbij etnische zuiveringen plaatsvonden, ging door tot in 1995 vrede werd gesloten.

## Inhoud
De Veiligheidsraad:
- herinnert aan zijn vorige in dit verband relevante resoluties;
- bevestigt de soevereiniteit, territoriale integriteit en onafhankelijkheid van Bosnië en Herzegovina;
- is erg bezorgd om de verslechterende situatie rond de veilige zone Srebrenica;
- is erg bezorgd over de ernstige situatie waarin UNPROFOR zich bevindt en het grote aantal ontheemden rond de veilige zone Potočari; vooral het gebrek aan voedsel en medische zorg;
- huldigt het personeel van UNPROFOR in Srebrenica;
- veroordeelt het Bosnisch-Servische offensief tegen Srebrenica en vooral het vasthouden van UNPROFOR-personeel;
- veroordeelt alle aanvallen op UNPROFOR;
- herinnert aan het akkoord over de demilitarisatie van Srebrenica;
- benadrukt het belang van een vreedzame overeenkomst en dat een militaire oplossing onaanvaardbaar is;
- handelt onder Hoofdstuk VII van het Handvest van de Verenigde Naties;

1. eist dat de Bosnische Serven hun offensief staken en zich terugtrekken uit Srebrenica;
2. eist ook dat Srebrenica's status als veilige zone wordt gerespecteerd;
3. eist verder dat de veiligheid en bewegingsvrijheid van UNPROFOR worden gerespecteerd;
4. eist dat de Bosnisch Serven onmiddellijk en onvoorwaardelijk het gevangen UNPROFOR-personeel vrijlaten;
5. eist dat alle partijen hulporganisaties toelaten in Srebrenica;
6. vraagt de secretaris-generaal er alles aan te doen om Srebrenica's status als veilige zone te herstellen;
7. besluit om actief op de hoogte te blijven.

## Verwante resoluties
- Resolutie 998 Veiligheidsraad Verenigde Naties
- Resolutie 1003 Veiligheidsraad Verenigde Naties
- Resolutie 1009 Veiligheidsraad Verenigde Naties
- Resolutie 1010 Veiligheidsraad Verenigde Naties

Lijst ·  970 ·  971 ·  972 ·  973 ·  974 ·  975 ·  976 ·  977 ·  978 ·  979 ·  980 ·  981 ·  982 ·  983 ·  984 ·  985 ·  986 ·  987 ·  988 ·  989 ·  990 ·  991 ·  992 ·  993 ·  994 ·  995 ·  996 ·  997 ·  998 ·  999 ·  1000 ·  1001 ·  1002 ·  1003 ·  1004 ·  1005 ·  1006 ·  1007 ·  1008 ·  1009 ·  1010 ·  1011 ·  1012 ·  1013 ·  1014 ·  1015 ·  1016 ·  1017 ·  1018 ·  1019 ·  1020 ·  1021 ·  1022 ·  1023 ·  1024 ·  1025 ·  1026 ·  1027 ·  1028 ·  1029 ·  1030 ·  1031 ·  1032 ·  1033 ·  1034 ·  1035